# Sandrine Veysset

Sandrine Veysset est une réalisatrice et scénariste française née le 29 mars 1967 à Avignon.

## Biographie
Son premier film Y aura-t-il de la neige à Noël ? est récompensé par le Prix Louis-Delluc en 1996, le César de la meilleure première œuvre en 1997 et le Grand Prix de l'Union de la presse cinématographique belge 1998.
En novembre 2018, elle est membre du jury du Festival du cinéma russe à Honfleur.

## Filmographie

### Réalisatrice
- 1996 : Y aura-t-il de la neige à Noël ? (long métrage)
- 1997 : Nous, sans-papiers de France (segment du Collectif des cinéastes pour les sans-papiers)
- 1998 : Victor... pendant qu'il est trop tard (long métrage)
- 2001 : Martha... Martha (long métrage)
- 2006 : Il sera une fois... (long métrage)
- 2007 : Laissez-les grandir ici (segment du Collectif des cinéastes pour les sans-papiers)
- 2009 : Pascale B. (court métrage documentaire)
- 2013 : Le Tourbillon de Jeanne (cinq courts métrages consacrés à Jeanne Moreau dans la Collection Canal+) :
  - Bien joué
  - L'Homme qu'il me faut
  - L'Amour... l'amour
  - L'Habit ne fait pas le moine
  - Cinéma de quartier
- 2017 : L'Histoire d'une mère (long métrage)
- 2021 : Baby Annette, à l'impossible ils sont tenus (documentaire télévisé dans le cadre de l’émission L'heure D sur France 3)
- 2022 : La Vie devant toi (téléfilm)
- 2024 : Les Malvenus (téléfilm)

## Distinctions
- 1996 : Grand Prix au Festival international du film Entrevues à Belfort pour Y aura-t-il de la neige à Noël ?
- 1997 : César du meilleur premier film pour Y aura-t-il de la neige à Noël ?